# Міщук Тарас Вікторович
Тара́с Ві́кторович Міщу́к (нар. 22 липня 1995) — український спортсмен, веслувальник-каноїст, бронзовий призер Олімпійських ігор 2016 року, чемпіон світу, чемпіон Європи (2015) та бронзовий призер чемпіонату світу (2015) у парі з Дмитром Янчуком.

## Життєпис
Народився в селі Повча Дубенського району на Рівненщині.
Вихованець Львівського училища фізкультури. Тренер в училищі — заслужений тренер України Михайло Поцюрко.

## Державні нагороди

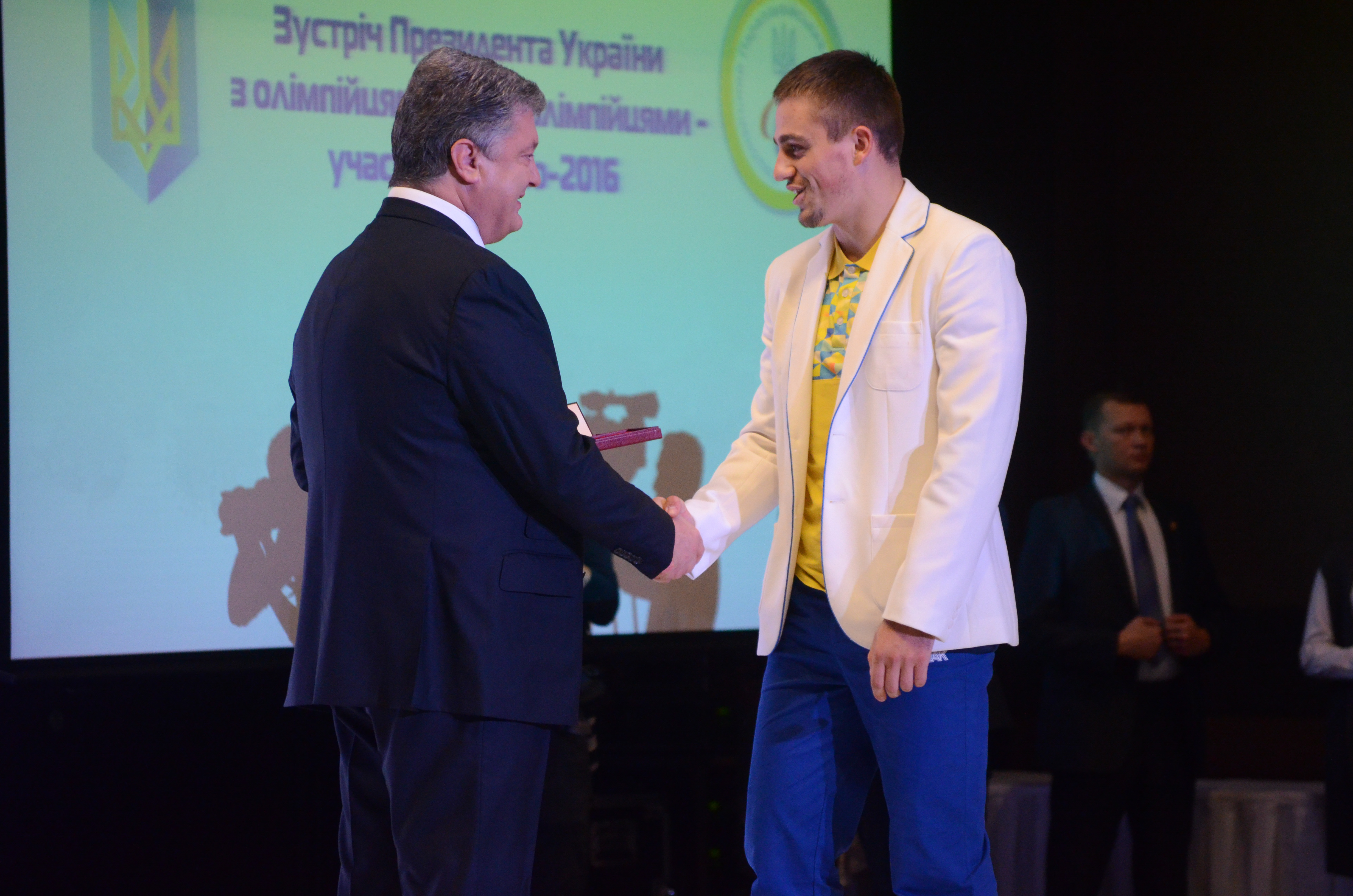
Тарас Міщук отримує Орден «За заслуги» III ст.

- Орден «За заслуги» III ст. (4 жовтня 2016) —За досягнення високих спортивних результатів на Іграх XXXI Олімпіади 2016 року в місті Ріо-де-Жанейро (Федеративна Республіка Бразилія), виявлені мужність, самовідданість та волю до перемоги, утвердження міжнародного авторитету України[3]